# Yalüjiang Jiedao
Yalüjiang Jiedao (kinesiska: 鸭绿江街道, 鸭绿江) är en socken i Kina. Den ligger i provinsen Liaoning, i den nordöstra delen av landet, omkring 200 kilometer sydost om provinshuvudstaden Shenyang. Antalet invånare är 36691. Befolkningen består av 19 357 kvinnor och 17 334 män. Barn under 15 år utgör 8,0 %, vuxna 15-64 år 80 %, och äldre över 65 år 11,0 %.
Genomsnittlig årsnederbörd är 1 408 millimeter. Den regnigaste månaden är juli, med i genomsnitt 513 mm nederbörd, och den torraste är januari, med 11 mm nederbörd.